# 皇甫惟明
皇甫惟明（?—747年2月），曾任742年－746年的隴右節度使、746年兼任河西節度使。
天寶元年（742年）十二月，陇右节度使皇甫惟明击破吐蕃大岭军，天寶元年十二月戊戌（743年1月27日 ）攻破青海道莽布支营三万馀众，斬獲敵人首級五千餘。天寶二年四月丁亥（743年5月16日，癸未年），皇甫惟明率領軍隊前往西平，击退吐蕃，行走千馀里，攻破洪济城。天寶四年九月癸未（745年10月28日，乙酉年），皇甫惟明攻打石堡城，沒有攻克，副將戰死。
天寶五年（746年）正月乙丑，隴右節度使皇甫惟明兼任河西節度使。
皇甫惟明與忠王李亨爲好友，韋堅為忠王妻舅，皇甫惟明因此常勸戒唐玄宗遠離李林甫。李林甫知道後，便指使楊慎矜誣告刑部尚書韋堅與節度使皇甫惟明同謀罷廢唐玄宗，欲擁立李亨登基。唐玄宗將二人貶出朝廷，擔任地方太守。但是，《舊唐書》記載：「時天寶六載十一月，玄宗在華清宮，林甫令人發之。」相關人等遭廢黜的時間點有所出入。
天寶六年正月辛巳（747年2月18日），皇甫惟明等人於貶途中，不久均被李林甫所派遣的御史殺害。

## 關聯項目
- 李適之
- 唐朝与吐蕃的战争